# Dresdner Verkehrsbetriebe
La sociedad anónima conocida como Dresdner Verkehrsbetriebe AG (alem. "empresas de tráfico de Dresde"; abreviado DVB) es la compañía que gestiona el servicio público de transporte municipal en la ciudad alemana de Dresde. La DVB tiene a su cargo líneas de autobuses y tranvías y es miembro de la asociación Verkehrsverbund Oberelbe, junto con otras empresas de transporte público del área metropolitana de la capital sajona. Surgió el 16 de agosto de 1993 a partir de otro organismo que existía en tiempos de la RDA llamado VEB Verkehrsbetriebe der Stadt Dresden.

## Historia

### Antecedentes
En 1838 se estableció en Dresde una línea de carruajes de caballos, precursora del transporte público. En años posteriores, se desarrolló una red a partir de esa línea, uniendo más barrios. En 1872 se inauguró la primera línea de tranvías. Estos irían sustituyendo paulatinamente a los caballos, hasta que la última línea de calesas dejó de operar en 1899.

### Las dos compañías de tranvías
El primer tramo de línea abierto en 1872 transcurría entre Pirnaischer Platz (el acceso oriental al centro de la ciudad) y el acaudalado barrio de Blasewitz. La empresa adjudicataria fue la Continental-Pferdeeisenbahn-AG, con sede en Berlín. Hasta 1873 se fue alargando la línea hasta llegar a Plauen y en 1880 se construirían más tramos. En 1879 la empresa londinense Tramways Company of Germany Limited asumió la gestión de esta línea, para a continuación acometer la construcción de una red de tranvías completa.
El primer tramo nuevo iba desde Postplatz —acceso occidental al centro— hasta Plauen. En 1893 se instaló la primera línea de tranvía eléctrica, entre Blasewitz hasta Laubegast vía Tolkewitz. Esta línea unía barrios que por aquel entonces aún no pertenecían realmente a la ciudad. Para cada una de las líneas existentes hasta ese momento se firmaron también contratos separados con cada municipio independiente, con objeto de facilitar las inversiones.
En 1894 se disolvió la Tramways Company, fundándose la Dresdner Straßenbahn-Gesellschaft (más tarde llamada la "empresa amarilla", por el color de la pintura de sus tranvías). En 1889 se fundó una competidora: la Deutschen Straßenbahngesellschaft ("empresa roja"). Las dos acordaron por contrato en 1895 poder utilizar tramos de vía y paradas de la otra. El contrato se rescindió el 31 de diciembre de 1903, volviendo a separarse nuevamente la red.
En el año 1900 se electrificó la red y se utilizaron por última vez tranvías remolcados por caballos. Todos vagones se modificaron para poder funcionar con electricidad. En 1904 la ciudad de Dresde estandarizó la numeración de las líneas. A la Dresdner Straßenbahn-Gesellschaft le fueron asignados los números impares y a la Deutsche Straßenbahngesellschaft los pares.

### Gestión municipal
El 30 de diciembre de 1905, la ciudad de Dresde se hizo con el control de las dos empresas, seguramente debido a la falta de interoperabilidad entre sus redes. El concejo municipal unificó el parque móvil y procuró uniformidad al transporte público de la ciudad. A partir de 1906, el ayuntamiento se hizo con el control de la red de vía estrecha de tráfico de mercancías Güterbahn Deuben.
En 1909 se reformó el conjunto de la red por primera vez. Se incorporaron a la red tramos de vía estrecha ya existentes, como la Dresdner Vorortbahn entre Niedersedlitz y Laubegast, y la Lößnitzbahn entre Mickten y Kötzschenbroda. En 1911 se construyó el tramo hacia Klotzsche.

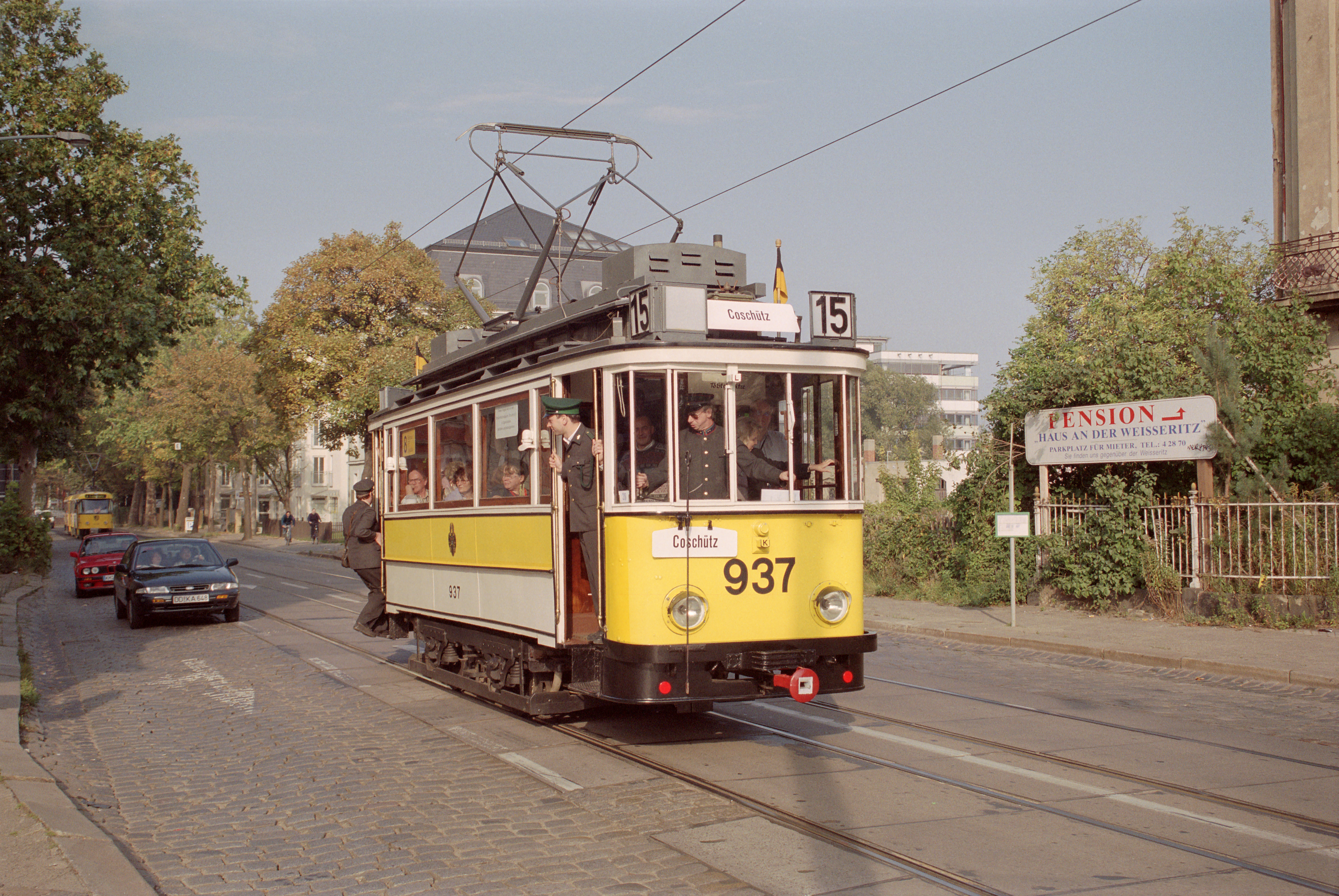
Tranvía de 1927.

En 1914 se puso en funcionamiento la primera línea de autobús, entre la estación de Dresden-Neustadt y la Nürnberger Straße. A final de los años 1920, la ciudad comenzó a barajar el volver a privatizar la empresa.

### Dresdner Straßenbahn AG

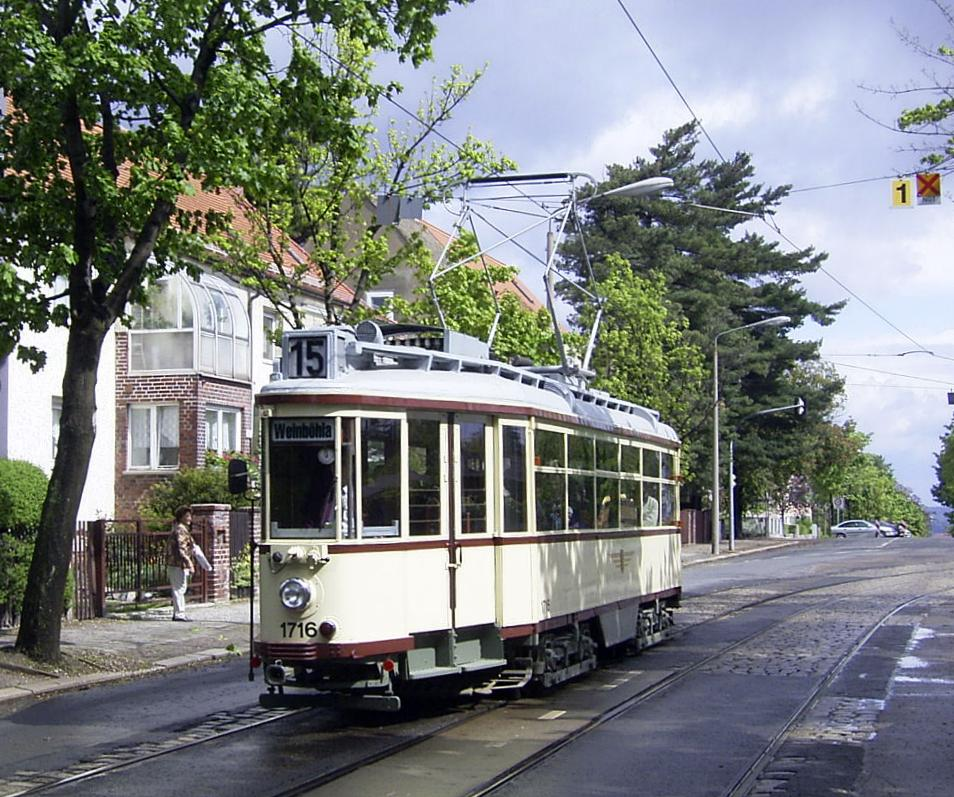
Großer Hecht.

El 1 de enero de 1930 el transporte municipal volvió a manos privadas, al fundarse la sociedad anónima Dresdner Straßenbahn AG. En otoño de 1931 entró en funcionamiento la que seguramente fue la inversión más famosa de esta nueva compañía: el Großer Hecht o "gran lucio", un tipo de tranvía particularmente largo para la época que por su forma recordaba a dicho pescado. Otra novedad significativa fue que el conductor tenía un asiento, cosa que hasta entonces no ocurría. Incluso después de la guerra, siguieron fabricándose vehículos de este tipo. En 1941 se incorporó a la Dresdner Straßenbahn AG otra pequeña compañía que ofrecía un servicio de trenes en las afueras, la llamada Lockwitztalbahn.
Como consecuencia de los bombardeos del 13 y el 14 de febrero de 1945, la red de transporte urbano de Dresde resultó prácticamente destruida. Los vehículos privados que todavía funcionaban se emplearon para suplir a la red de tranvías. La red de catenarias de los tranvías resultó destruida en un 75%. El tráfico de tranvías en Dresde se restableció el 12 de mayo de 1945. Los tramos que pasaban por el centro de la ciudad habían sufrido un grado de destrucción especialmente elevado y no pudieron usarse hasta el verano de dicho año. Los daños en otros tramos eran tan graves que directamente se canceló el tráfico (por ejemplo, en el Neumarkt). Hasta 1950, algunos tramos que habían resistido fueron también suprimidos para poder utilizar sus materiales en líneas más importantes, como ocurrió con la Hüblerstraße.
En 1947 se transformó en trolebús la que hoy es la línea de bus 61.

### VEB Verkehrsbetriebe der Stadt Dresden

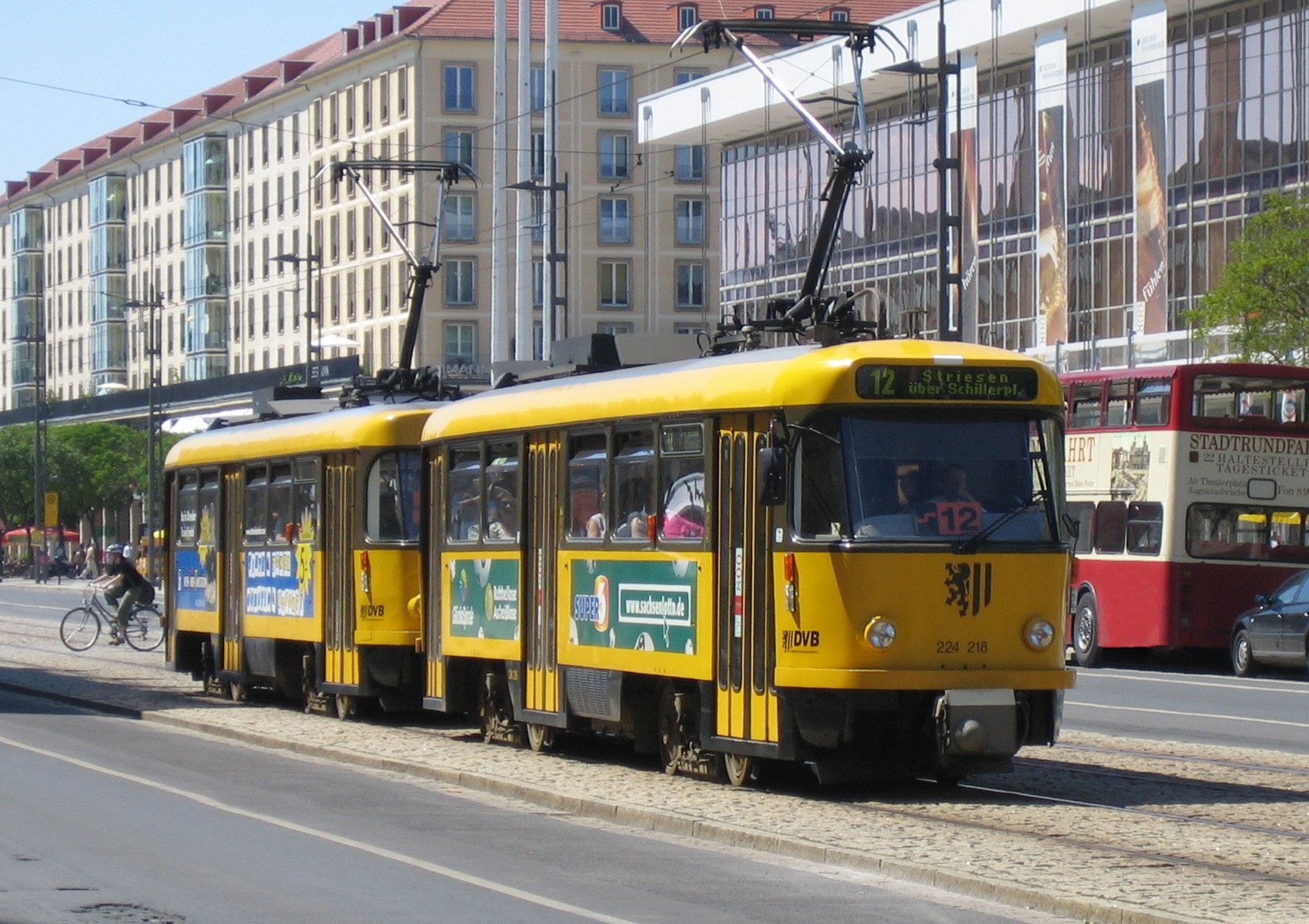
Los Tatra se utilizaron desde los años 1960, aunque ya han desaparecido.

El 1 de abril de 1951 el estado socialista de la República Democrática Alemana asumió el control de la Dresdner Straßenbahn AG, transformándola en una Volkseigener Betrieb (VEB) o "empresa propiedad del pueblo", denominación legal habitual en Alemania Oriental. Ya a mediados de los años 1950, se empezaron a importar autobuses de la marca húngara Ikarus. A partir del fin de 1963 se suprimió la figura del revisor, que fue sustituido por máquinas en las que los viajeros introducían monedas. Desde finales de los 60 entraron en servicio tranvías del fabricante checoslovaco Tatra. En un principio, los vehículos de Tatra iban pintados de rojo y beis. Como los Tatra podían ser de hasta 45 metros de largo, en 1969 se acometieron reformas sustanciales en la red. Algunas características fruto de estas reformas han pervivido hasta la actualidad.
En 1975 dejaron de operar los trolebuses de la línea 61 y fueron sustituidos por autobuses diésel, poniendo fin a la era de los buses eléctricos en Dresde. El 18 de diciembre de 1977 circuló el último tranvía por la línea férrea Lockwitztalbahn. Los vehículos pertenecientes a esta línea fueron reutilizados y a principios de 1978 se desmontó la vía, que fue sustituida por un bus. Algunos tramos permanecieron inutilizados hasta 1990, como la línea Freital-Hainsberg (desde 1985) o la que llevaba a Pillnitz (desde 1985). La última línea que cerraría el régimen socialista fue la de Cossebaude, en 1990, año de la Reunificación.
A finales de los años 80 los vehículos fueron pintados con los colores de la ciudad: amarillo y negro. Antes de que la empresa se transformara en la actual Dresdner Verkehrsbetriebe Aktiengesellschaft (agosto de 1993), la VEB puso en marcha un nuevo sistema de tarifas que incluía bonos (semanales, mensuales, etc).

## Vehículos

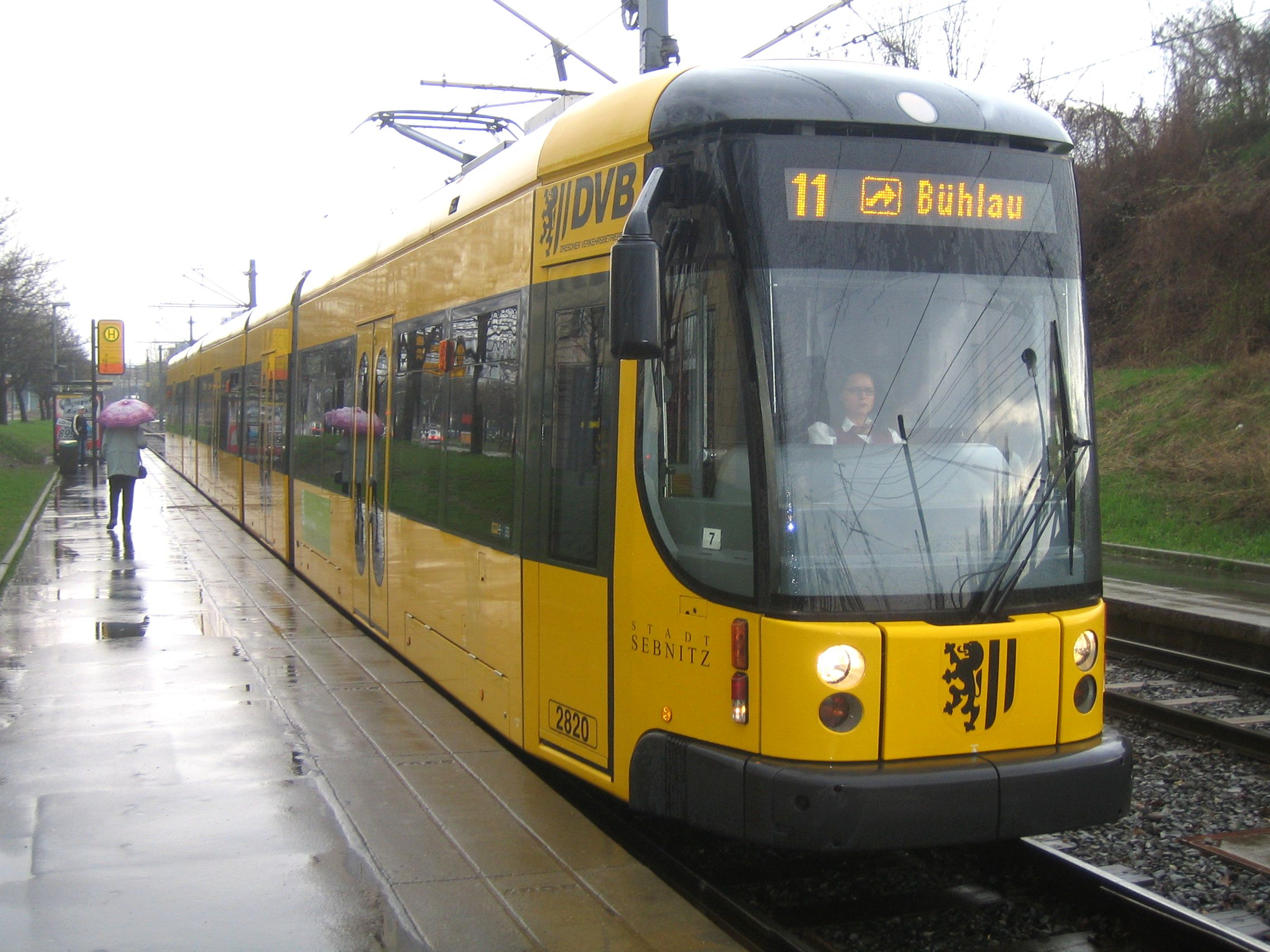
El modelo NGT D12DD, de 45 metros de largo.

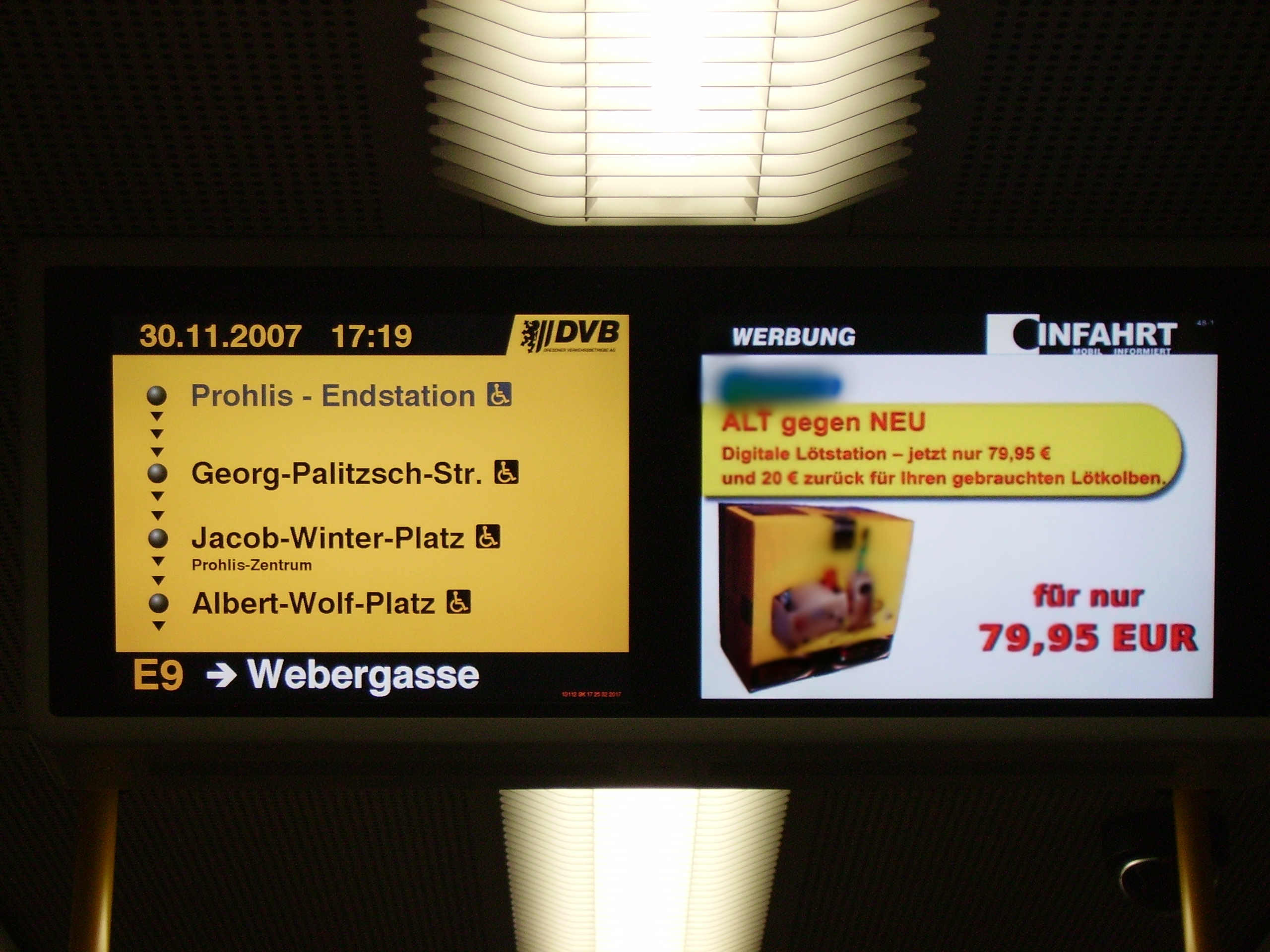
Información para el pasajero en el interior del tranvía.

La DVB AG gestiona tranvías, autobuses, transbordadores, un aerotrén, el CarGoTram (que lleva piezas a la Gläserne Manufaktur de Volkswagen) y un funicular. Todos estos medios de transporte se anuncian con el eslogan "por tierra, agua y aire". Una gran parte del parque móvil ha sido modernizado y equipado con mejoras informáticas y de accesibilidad. Entre estas mejoras cabe citar sistemas de información para invidentes, indicadores de destino y pequeñas pantallas de televisión que proveen al pasajero de informaciones varias, todo ello controlado por un ordenador de a bordo. El conductor está comunicado en todo momento con una centralita a la que sistema de a bordo también envía cada 15 segundos señales; esto, unido a los detectores de infrarrojos instalados a lo largo de la red, permiten determinar el tiempo de llegada de los tranvías a las paradas.

## Películas
- SWR: Eisenbahn-Romantik – Die gute alte Elektrische (Episodio 646, en alemán).
- Hirsch Film Filmproduktion: Dresden Einst & Jetzt. Unterwegs mit der Strassenbahn. Dresde 2002 (en alemán).